# Sibolgia jacobsoni
Sibolgia jacobsoni is een hooiwagen uit de familie Podoctidae.